# 邵伟华
邵伟华（1936年12月—2019年5月23日），湖北省鄂州市人，邵雍第二十九世孙，《周易》研究者、堪舆学家。被称为中国当代的“易学泰斗”。

## 生平简介
1987年起分别出席了国际和全国的《周易》学术研讨会，在国内外发表多篇论文。1989年，成为国际易经学会会员。
1991年被中华人民共和国政府列入《中国当代名人录》。
1995年捐资30万人民币兴建了“邵伟华小学”。
1997年列入《东方之子》、《世界名人录》。
2000年底应邀到美国作学术报告。2001年10月被写进《丰碑——中国共产党80年奋斗与辉煌》的党史（风采卷）。
2008年4月向延安市吴起县捐赠100万元教育资金，资助该县长城小学和王洼子小学的建设。2013年初，捐建泰安华严古寺。

## 代表作品
- 《易與預測學》
- 《易預測例題解》
- 《四柱預測學》
- 《周易預測學講義》
- 《流年運程》[3]